# Metropolia di Nea Krini e Kalamaria

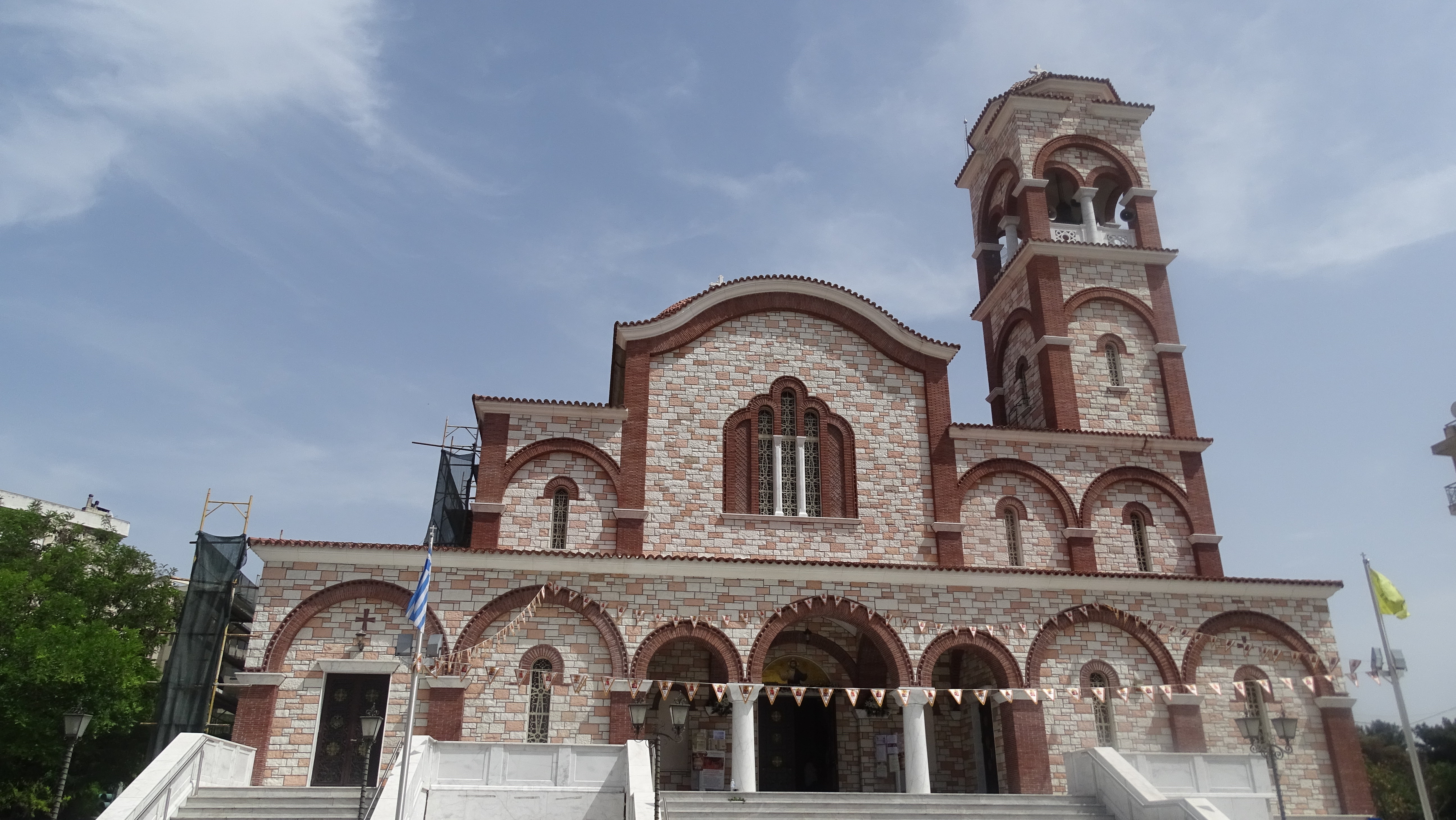
La chiesa di San Pantalemone di Kalamaria.

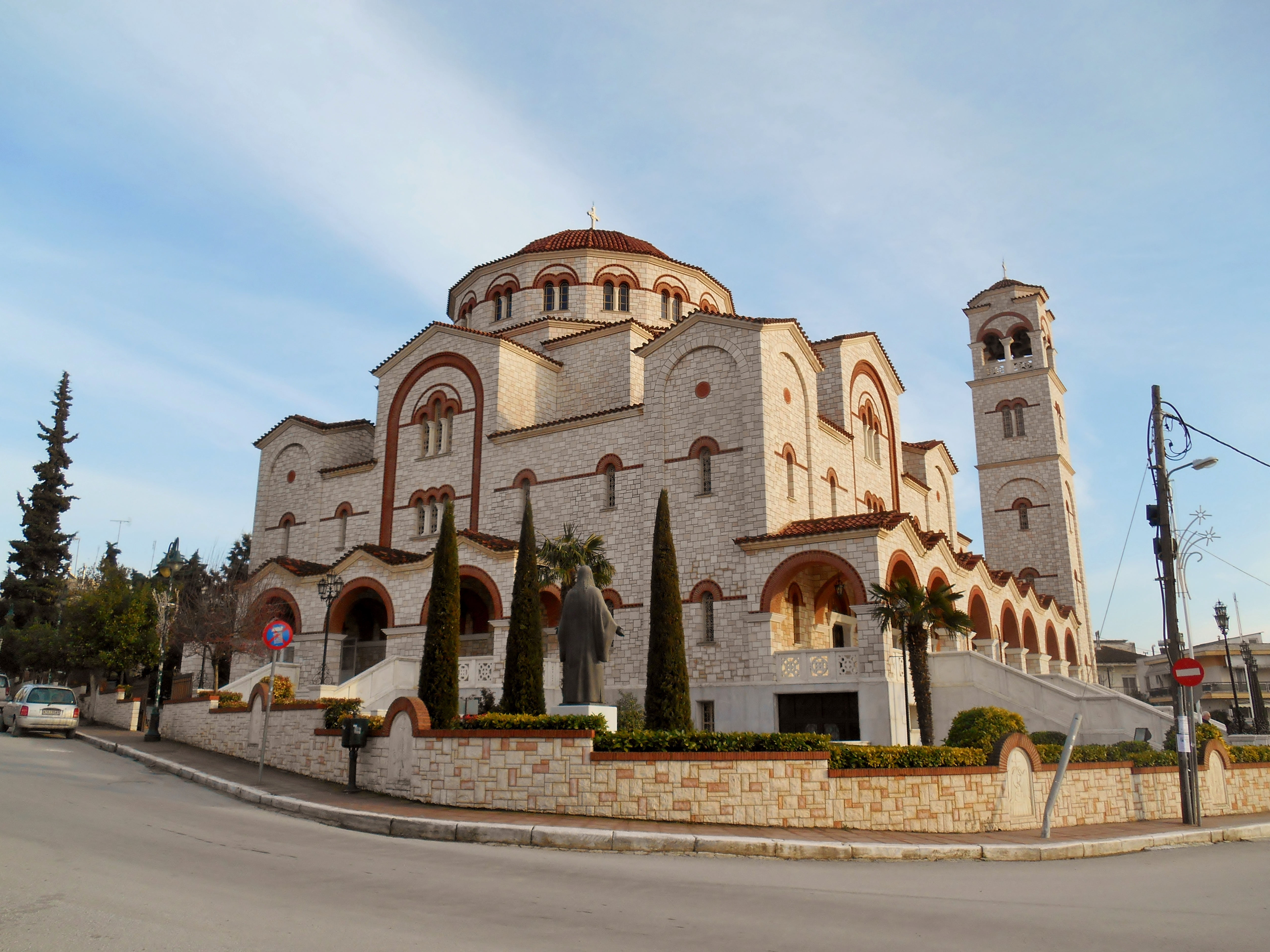
La chiesa di Panagia Faneromeni a Néa Michanióna.

La metropolia di Nea Krini e Kalamaria (in greco: Ιερά Μητρόπολις Νέας Κρήνης και Καλαμαριάς; Ierá Mitrópolīs Néas Krinis kai Kalamarias) è una diocesi del patriarcato ecumenico di Costantinopoli, pastoralmente affidata alla Chiesa di Grecia, con sede a Kalamaria, nella Macedonia Centrale, dove si trova la cattedrale metropolitana della Trasfigurazione del Salvatore.
Dal 1º giugno 2015 il metropolita è Giustino Bardakas.

## Territorio
La metropolia si trova nella Macedonia Centrale e comprende il comune di Kalamaria e la maggior parte di quello di Thermaikos.
Sede del metropolita è la città di Kalamaria, dove si trova la cattedrale metropolitana della Trasfigurazione del Salvatore.
Dal punto di vista canonico, la metropolia fa parte del patriarcato ecumenico di Costantinopoli. Tuttavia, trovandosi in territorio greco, la gestione pastorale è affidata alle cure dell'arcivescovo di Atene e della Chiesa di Grecia.

## Storia
La metropolia di Nea Krini e Kalamaria è stata fondata nel 1974 su iniziativa dell'allora arcivescovo Serafino di Atene e con l'approvazione del patriarcato ecumenico di Costantinopoli, ricavandone il territorio dalla metropolia di Salonicco. Ai metropoliti fu dato il titolo di Nea Krini, a ricordo della metropolia di Krini, che si trovava in territorio turco; dopo la catastrofe dell'Asia Minore, i rifugiati di Krini si stabilirono a Kalamaria e crearono diversi distretti, tra cui quello di Nea Krini, che oggi è un quartiere di Kalamaria. Il primo metropolita è stato Procopio Georgantopoulos, dal 1974 al 2015, e, dopo la sua morte, gli successe Giustino Bardakas, originario dell'Asia Minore, eletto dal Santo Sinodo della Chiesa di Grecia il 26 maggio 2015 e intronizzato il 1º giugno.

## Cronotassi
- Procopio Georgantopoulos † (26 maggio 1974 - 6 aprile 2015 deceduto)
- Giustino Bardakas, dal 1º giugno 2015